# 400 mètres haies masculin aux Jeux olympiques d'été de 1928
Pour un article plus général, voir Athlétisme aux Jeux olympiques d'été de 1928.
Navigation
Paris 1924 Los Angeles 1932
L'épreuve du 400 mètres haies masculin aux Jeux olympiques de 1928 s'est déroulée les 29 et 30 juillet 1928 au Stade olympique d'Amsterdam, aux Pays-Bas. Elle est remportée par le Britannique David Burghley.

## Résultats

### Finale
| Rang               | Athlète                     | Pays            | Temps  | Notes |
| ------------------ | --------------------------- | --------------- | ------ | ----- |
| Médaille d'or      | David Burghley              | Grande-Bretagne | 53 s 4 | =OR   |
| Médaille d'argent  | Frank Cuhel                 | États-Unis      | 53 s 6 |       |
| Médaille de bronze | Morgan Taylor               | États-Unis      | 53 s 6 |       |
| 4                  | Sten Pettersson             | Suède           | 53 s 8 |       |
| 5                  | Thomas Livingston-Learmonth | Grande-Bretagne | 54 s 2 |       |
| 6                  | Luigi Facelli               | Italie          | 55 s 8 |       |